# Gore (Etiopia)
Gore è un centro abitato dell'Etiopia, situato nell'Oromia.